# 小說之神
《小說之神》（日语：小説の神様）是日本作家相澤沙呼所著的長篇小說。改編電影於2020年上映，由佐藤大樹和橋本環奈雙人主演。

## 電影
本片原定上映日期為2020年5月22日，因受嚴重特殊傳染性肺炎疫情影響延至同年10月2日上映，發行商由原定的松竹改為LDH。10月3日的首映活動於新宿WALD 9以無觀眾形式舉辦，並於全國137處進行同步直播。

### 登場人物
- 千谷一也：佐藤大樹（EXILE / FANTASTICS）
- 小余綾詩凪：橋本環奈
- 九之里正樹：佐藤流司[6]
- 成瀨秋乃：杏花[6]
- 千谷雛子：莉子[6]
- 野中（一也出道作的責任編輯）：坂口涼太郎[6]
- 河埜：山本未來[6]
- 千谷昌也（一也的父親）：片岡愛之助[6]
- 千谷優理子（一也的母親）：和久井映見[6]

### 製作團隊
- 原作：相澤沙呼「小説之神」（講談社Taiga）
- 導演：久保茂昭
- 劇本：鎌田哲生
- 主題歌：伶「Call Me Sick」（Sony Music Labels Inc.） [7]
- 插曲：伶「（誰創造了這個世界）」（Sony Music Labels Inc.）、琉衣「（一輪之花）」「（枯萎的聲音）」、Leola「（空無一物）」「Lucky Me」[7]
- 製作總指揮：澤桂一、森雅貴
- 製作：下村忠文、森廣貴、飯田雅裕、角田真敏、渡邊章仁
- 執行製作：井上鐵大、南波昌人、松橋真三
- 製作人：清水洋一、佐藤圭一朗、藤村直人
- 音樂：中野雄太
- 攝影：鯵坂輝國
- 照明：平野勝利
- 錄音：齋藤泰陽
- 美術：松塚隆史
- 裝飾：山田好男
- 編審：和田剛
- 音響効果：齋藤昌利
- 造型：宮本茉莉
- 髮型：澤田久美子
- 選角：下鳥真沙
- 助理導演：久保朝洋
- 責任製作：今井聖
- 宣傳製作：室伏達也
- 發行：LDH
- 出品：CREDEUS
- 製作：電影「小説之神」製作委員會（日本電視台放送網、LDH、朝日新聞社、講談社、羅森娛樂）

## 外部連結
- 小說官方網站 （页面存档备份，存于）（日語）
- 漫畫官方網站 （页面存档备份，存于）（日語）
- 電影官方網站 （页面存档备份，存于）（日語）